# ایندوسور
ایندوسور (نام علمی: Indosaurus) نام یک گونه از کلاد ددپایان است.